# Bataille d'Iron Works Hill
Ne doit pas être confondu avec Bataille d'Iron Hill.
Guerre d'indépendance des États-Unis
Batailles
- Long Island
- Kips Bay
- Harlem Heights
- Pell's Point
- White Plains
- Fort Washington
- Embuscade de Geary (en)
- Iron Works Hill
- Traversée du Delaware par George Washington
- Trenton
- Assunpink Creek
- Princeton
- Guerre du fourrage (en)
- Millstone

La bataille d'Iron Works Hill, également connue comme la bataille de Mount Holly, est une série d'escarmouches entre les soldats américains sous le commandement du colonel Samuel Griffin (en) et les soldats britanniques et Hessois sous le commandement du colonel Carl von Donop qui se déroule du 22 au 23 décembre 1776 à Mount Holly (New Jersey), pendant la campagne de New York et du New Jersey de la guerre d'indépendance des États-Unis.
Alors que la force américaine composée de 600 hommes est finalement obligée de quitter ses positions contraint par une force plus importante composée de 2 000 soldats, cette bataille éloigne von Donop de ses positions à Bordentown, et l'empêche d'assister la brigade de Johann Rall à Trenton quand cette dernière est attaquée et vaincue par George Washington après que ses troupes ont traversé le Delaware dans la nuit du 25 au 26 décembre,.

## Contexte
|  |

En juillet 1776, les forces britanniques sous le commandement du général William Howe débarquent à Staten Island. Au cours des mois suivants, les forces de Howe, composées de soldats réguliers de l'armée britannique et de troupes allemandes auxiliaires, les Hessois, chassent l'Armée continentale de George Washington hors de New York et à travers le New Jersey. L'armée de Washington, dont la taille rétrécit en raison de l'expiration des engagements et des désertions dues au mauvais moral, se réfugie en Pennsylvanie sur la rive ouest du Delaware en novembre, s’emparant de toutes les embarcations disponibles pour enlever aux Britanniques toute possibilité de traverser le large fleuve.
Le général Howe établit une chaîne d'avant-postes à travers le New Jersey, et ordonne à ses troupes de prendre leurs quartiers d'hiver. Les avant-postes les plus au sud sont situés à Trenton et Bordentown. L'avant-poste de Trenton est occupé par environ 1 500 hommes d'une brigade hessoises sous le commandement de Johann Rall, et l'avant-poste de Bordentown par des Hessois et les contingents du 42e régiment britannique, soit environ 2 000 hommes au total, sous le commandement du colonel Carl von Donop. Bordentown, elle-même n'est pas assez grande pour abriter toutes les forces de von Donop. Pensant un temps, cantonner quelques troupes encore plus au sud à Burlington, où il y a un fort soutien des Loyalistes, les batteries flottantes de la Pennsylvania Navy menacent la ville, et Donop, plutôt que d'exposer ses alliés loyalistes à leurs tirs, est contraint de disperser ses troupes à travers la campagne environnante.
Alors que les troupes de von Donop et de Rall occupent les avant-postes, elles se retrouvent exposées aux actions des rebelles et des milices patriotes qui surgissent spontanément ou qui sont recrutées par les réguliers de l'armée pour agir. Ces actions mettent à rude épreuve les nerfs des troupes, avec l'incertitude quant au moment et à l'endroit où de telles attaques auraient lieu, et par quelle force de quelle taille. Elles poussent également les commandants à enquêter sur chaque rumeur de mouvement. Rall va jusqu'à ordonner à ses hommes de dormir complètement habillés comme s'ils étaient de garde en permanence,.
Une compagnie de la milice est levée en décembre 1776 sous le commandement du colonel Samuel Griffin (en) de Virginie. Griffin est l'adjudant du général Israel Putnam, qui est chargé de la défense de Philadelphie. La force de Griffin, dont la composition exacte est incertaine, comprend probablement des artilleurs de Virginie, de l'infanterie de Pennsylvanie et des miliciens du New Jersey, et compte de cinq à six cents hommes,. À la mi-décembre, il atteint Moorestown, à une quinzaine de kilomètres au sud-ouest de Mount Holly,. Le 21 décembre, Griffin se rend à Mount Holly et établi une fortification au sommet d'une colline près d'une usine sidérurgique, au sud de la rivière Rancocas Creek (en) et du centre du village. Von Donop envoie un loyaliste pour enquêter, qui rapporte la présence d'une force qui ne dépasse pas plus de huit cents, et composée quasiment que des miliciens à l'exception de quelques soldats de Pennsylvanie. Thomas Stirling, qui commande un contingent du 42e régiment positionné à environ dix kilomètres au nord de Mount Holly à Blackhorse (aujourd'hui Columbus, New Jersey (en)), entend des rumeurs affirmant qu'il y a 1 000 rebelles à Mount Holly et que 2 000 autres sont positionnés à l'arrière pour les soutenir. Lorsque von Donop demande conseil à Stirling, celui-ci lui répond :« Vous, monsieur, avec les troupes de Bordentown, vous devriez venir ici et attaquer. Je suis sûr que nous sommes à la hauteur ».

## Bataille

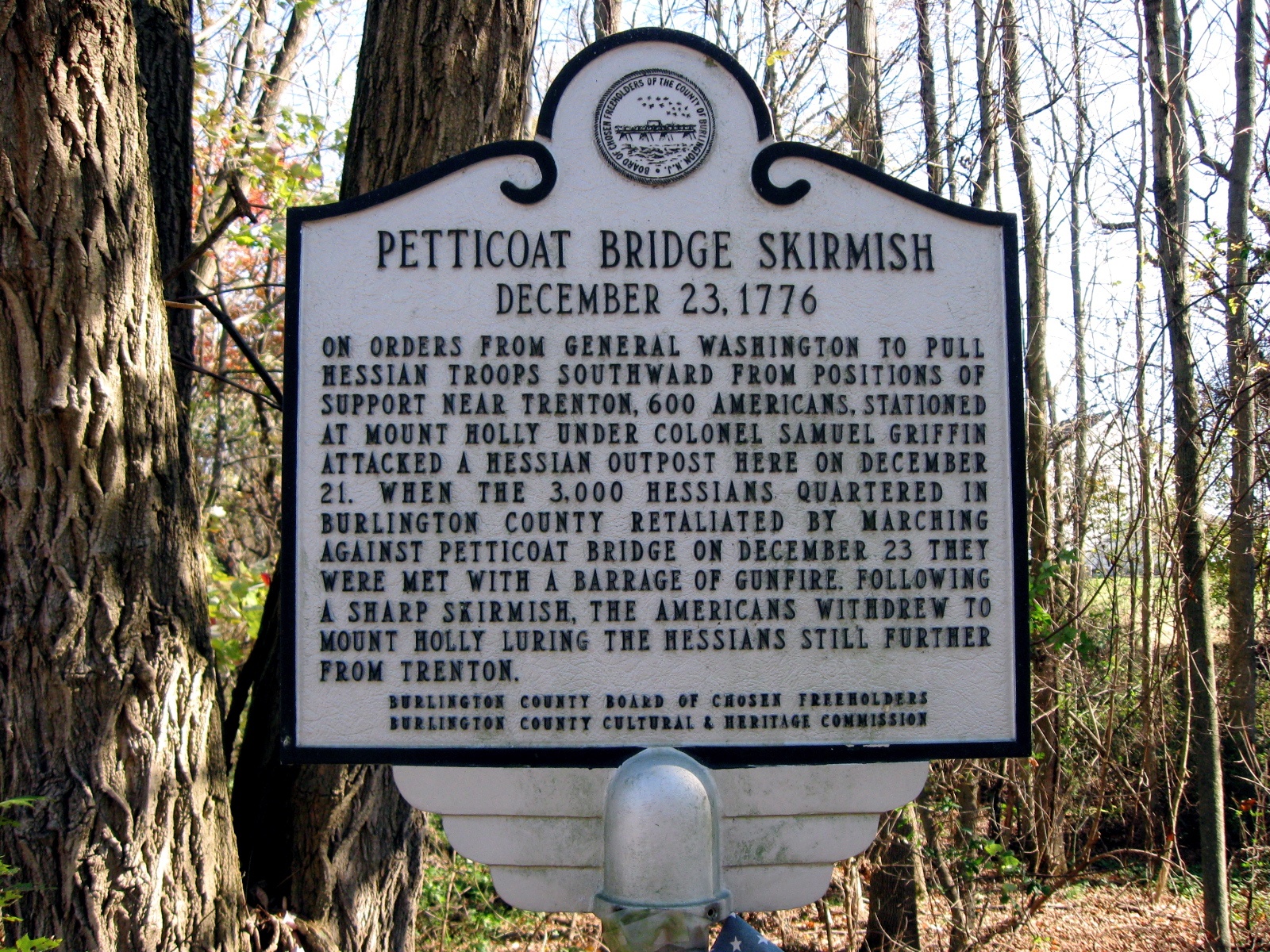
Plaque commémorant l'escarmouche de Petticoat Bridge.

Le 21 décembre, environ 600 soldats de Griffin envahissent un avant-poste de garde du 42e régiment, situé à environ un 1,5 km au sud de Blackhorse, à Petticoat Bridge. Dans la soirée du 22 décembre, l'adjudant de Washington, Joseph Reed (en), se rend à Mount Holly et rencontre Griffin. Griffin a écrit à Reed pour lui demander des petits pièces d'artillerie pour l'aider dans sa campagne, et Reed, qui a discuté d'une attaque planifiée contre les hommes de Rall à Trenton avec Washington, veut voir si la compagnie de Griffin à la capacité de participer à une attaque de diversion. Griffin est malade et ses hommes sont mal équipés pour mener une action importante, mais il accepte de prendre des mesures pour le lendemain,.
Le matin du 23 décembre, von Donop conduit environ 3 000 soldats, le 42e régiment britannique et les bataillons de grenadiers hessois Block et Linsing à Petticoat Bridge, où ils débordent les hommes de Griffin. Les troupes de Griffin se replient alors à Mount Holly où von Donop disperse selon ses dires environ 1 000 hommes près de la maison des réunions de la ville. Le capitaine des chasseurs à pied, Johann Ewald (en), rapporte qu'environ 100 hommes postés sur une colline près de l'église, sont rapidement contraint à la retraite après quelques coups de feu de l'artillerie. Griffin, dont les troupes occupe Mount Holly, se retire alors lentement jusqu' à leur position fortifiée sur la colline, après quoi les deux camps se livrent à des tirs à longue distance sans conséquence.

## Conséquences
Les forces de Von Donop bivouaquent à Mount Holly dans la nuit du 23 décembre, où, selon Ewald, elles pillent la ville et notamment les magasins d'alcool et les maisons abandonnées afin de se saouler. Von Donop lui-même prend ses quartiers dans la maison qu'Ewald décrit comme appartenant à une « veuve de médecin extrêmement belle », dont l'identité est incertaine,. Le lendemain, le 24 décembre, l'ensemble des forces de Von Donop se déplacent en force pour chasser la milice de la colline, mais Griffin et ses hommes se sont repliés à Moorestown pendant la nuit. Von Donop et ses contingents restent à Mount Holly, à 29 km et une journée entière de marche de Trenton, jusqu' à ce qu'un messager arrive le 26 décembre, apporte la nouvelle de la défaite de Rall par Washington ce matin-là,.
Le bilan des combats autour de Mount Holly est souvent exagéré. Les comptes rendus publiés varient, y compris parmi les participants à la bataille. Un Pennsylvanien a affirmé que seize ennemis ont été tués, tandis qu'un milicien du New Jersey a déclaré sept ennemis tués. Donop et Ewald ont spécifiquement nié toute perte britannique ou allemande lors de la première escarmouche, le 22 décembre, tandis que le Pennsylvania Evening Post rapporte plusieurs pertes ennemies et deux morts et sept ou huit blessés parmi la milice sur la totalité des événements.
Certains journalistes, dont le loyaliste Joseph Galloway, ont supposé que Griffin avait été envoyé spécifiquement pour éloigner von Donop de Bordentown, mais la décision de von Donop d'attaquer en force a apparemment été prise avant l'arrivée de Reed. Reed note dans son journal que « cette manœuvre[sic], bien que tout à fait accidentelle, avait eu un effet heureux car elle a éloigné le comte Donop... ». La planification de la traversée du Delaware par George Washington comprenait l'envoi d'une milice à Griffin afin de mener une attaque contre von Donop à Mount Holly, mais cette compagnie n'a pas réussi à traverser le fleuve.
La colline que la milice de Griffin a occupée est située au parc Iron Works Park à Mount Holly. La bataille est reconstituée chaque année.